# صنایع هوافضای اسرائیل
صنایع هوافضای اسرائیل (عبری: התעשייה האווירית לישראל‎) که به اختصار IAI (کوته‌نوشت Israel Aerospace Industries) نامیده می‌شود، تولیدکننده اصلی تجهیزات هوانوردی و فناوری هوافضای اسرائیل است که به تولید سامانه‌های هوایی برای اهداف نظامی و غیرنظامی می‌پردازد. صنایع هوافضای اسرائیل به‌طور کامل در تملک دولت اسرائیل قرار دارد و در سال ۲۰۰۷ حدود ۱۶۰۰۰ کارمند داشته است.
صنایع هوافضای اسرائیل علاوه بر تولید هواپیمای جنگنده، هواپیماهای غیرنظامی (مانند گلف‌استریم اروسپیس) و جت‌های تجاری گلف‌استریم جی۱۰۰ و گلف‌استریم جی۲۰۰ را طراحی و تولید کرده و تعمیر، بازسازی و نگه‌داری هواپیماهای نظامی و غیرنظامی خارجی را نیز انجام می‌دهد. علاوه بر آن، این شرکت در زمینه تولید موشک، اویونیک و سامانه‌های فضابرد فعالیت دارد.
گرچه تمرکز اصلی صنایع هوافضای اسرائیل بر هوانوردی و تولید تجهیزات الکترونیکی با فناوری عالی است، اما سامانه‌های نظامی نیروهای دریایی و زمینی اسرائیل را نیز تولید می‌کند. برخی از این تولیدات به صورت ویژه برای نیروهای دفاعی اسرائیل تولید شده و برخی دیگر به نیروهای نظامی خارجی فروخته می‌شود.

## تاریخچه
شرکت صنایع هوایی اسرائیل (Israel Aerospace Industries) در سال ۱۹۵۳ با نام شرکت هوانوردی بدک (Bedek Aviation Company) تأسیس شد به دستور شمعون پرس، آن زمان مدیر کل وزارت دفاع، به منظور نگهداری از هواپیماهای نیروهای دفاعی اسرائیل. این شرکت اولیه با ۷۰ نفر کارمند آغاز کرد و کارشناس هوانوردی آمریکایی، آل شویمر، را به عنوان بنیانگذار و اولین رئیس شرکت استخدام کرد.

### اولین هواپیماهای ساخت اینصنایع
در سال ۱۹۵۹، شرکت هوانوردی بدک (Bedek) شروع به تولید اولین هواپیمای خود کرد، یک آموزنده دوموتوره با طراحی فرانسوی به نام Fouga CM.170 Magister، که به طور محلی با نام Tzukit (Monticola) شناخته می‌شد. هواپیمای Tzukit به مدت ۵۰ سال به عنوان آموزشگر اصلی نیروی هوایی اسرائیل خدمت کرد. این هواپیما نیز در جنگ شش روزه ۱۹۶۷ توسط تیم ۱۴۷ اسکوادرون نیروی هوایی اسرائیل به عنوان هواپیمای پشتیبانی نزدیک به کار گرفته شد و در روز اول جنگ در حملات به اهداف جبهه مصر مورد استفاده قرار گرفت، زمانی که هواپیماهای جنگی برجسته‌تر اسرائیل برای حمله به پایگاه‌های هوایی و هواپیماهای عربی مستعد بودند. سپس این هواپیماها در برابر نیروهای اردن، از جمله نیروهای زرهی در منطقه شرقی رود اردن، به کار گرفته شدند. هواپیمای Magister در مأموریت پشتیبانی نزدیک مؤثر بود اگرچه با ضررهای سنگینی همراه بود و شش هواپیما از آنها از دست رفتند.
اولین هواپیمایی که به طور کامل توسط IAI طراحی و ساخته شد، هواپیمای حمل و نقل IAI Arava با قابلیت بلند شدن و فرود کوتاه، در سال ۱۹۶۹ پس از سه سال توسعه، پرواز نخست خود را انجام داد. در سال ۱۹۸۸، تولید هواپیمای Arava متوقف شد؛ تنها ۱۰۳ هواپیمای Arava تولید شد، که ۷۰ تای آن برای بازار نظامی بودند.تا سال ۲۰۱۹، تعداد محدودی از هواپیماهای Arava هنوز در برخی کشورها در حال عملیات هستند. در سال ۲۰۰۴، نیروی هوایی اسرائیل اعلام کرد که قرار است فلت های باقی‌مانده از فرودگاه Arava خود را بازنشسته کند.[۷] از آن زمان، خدمات سعی بر تصفیه هواپیماهای زمینی خود داشته‌اند.

### تاثیر تحریم فرانسه
در پاسخ به تحریم‌های فرانسه، IAI در سال ۱۹۶۸ شروع به توسعه هواپیمای جنگنده‌ای کرد که نسخه‌ای از Mirage 5 به نام IAI Nesher ("شاهین") بود. Nesher در سال ۱۹۷۱ به خدمت درآمد، مناسب برای جنگ یوم کیپور. پس از Nesher، هواپیمای Kfir ("شیر بچه") نیز توسعه یافت که نیاز اسرائیل برای تطبیق دادن Mirage III شرکت Dassault با نیازهای خاص نیروی هوایی اسرائیل بود. Kfir در سال ۱۹۷۵ وارد خدمت در نیروی هوایی اسرائیل شد و واحدهای اول به تیم ۱۰۱ "اولین جنگنده" اختصاص یافتند. در سال‌های بعد، چندین اسکوادرون دیگر نیز با این هواپیماهای جدید مجهز شدند. اولین عملیات نبردی Kfir در تاریخ ۹ نوامبر ۱۹۷۷ در حین حمله هوایی اسرائیل به یک پایگاه آموزشی در تل عزیعه، لبنان انجام شد. تنها پیروزی هوایی اعلام شده توسط یک Kfir در دوران خدمت در نیروی هوایی اسرائیل در تاریخ ۲۷ ژوئن ۱۹۷۹ رخ داد که یک Kfir C.2 یک MiG-21 سوریه را سرنگون کرد.
هواپیمای Kfir از IAI به کلمبیا، اکوادور، سری‌لانکا صادر شده و از سال ۱۹۸۵ تا ۱۹۸۹ به سپاه نیروی دریایی ایالات متحده و سپاه نیروی دریایی اجاره داده شد تا به عنوان هواپیمای مخالف در آموزش نبرد هوایی با استفاده از تاکتیک‌های مختلف عمل کند.

### تنوع بخشی
در سال ۱۹۶۹، IAI مجموعه هواپیمای اجرایی Jet Commander از North American Rockwell را خریداری کرد. این مجموعه به پایه خط Westwind از IAI تبدیل شد. کار بر روی نسخه بهبود یافته از Westwind – که به نام Astra نامگذاری شد – در اواخر دهه ۱۹۷۰ با کشش بدنه و طراحی بالا شده جدید آغاز شد، و پروتوتایپ اولین پرواز خود را در ۱۹ مارس ۱۹۸۴ انجام داد.[۸] اولین Astra تولیدی در ۲۰ مارس ۱۹۸۵ پرواز کرد، گواهی‌نامه FAA در ۲۹ اوت ۱۹۸۵ دریافت شد و تحویل مشتریان در سال ۱۹۸۶ آغاز شد.
در دهه ۱۹۶۰، IAI موشک ضد کشتی Gabriel و شرکت فرعی الکتا الکترونیکز ایندوستریز (Elta Electronics Industries) رادار ارزان قیمتی را توسعه داد که به عنوان یک محصول صادراتی موفق معرفی شد. در دهه ۱۹۷۰، IAI کشتی نظارتی کلاس Dabur را توسعه داد.
در دهه ۱۹۷۰، IAI وارد بازار وسایل پرنده‌های بدون سرنشین (UAV) شد با توسعه مدل IAI Scout. در سال ۱۹۸۴، IAI یک تفاهم نامه همکاری با شرکت رقیب اسرائیلی Tadiran برای بازاریابی وسایل پرنده‌های بدون سرنشین هر دو شرکت، Mastiff تادیران و IAI Scout ایجاد کردند.

### بخش تعمیرات نگهداری و تعمیرات اساسی
تا دهه ۱۹۸۰، کسب وکار نگهداری اصلی Bedek انجام تعمیرات گسترده بر روی ده ها نوع هواپیما های مختلف بود. از جمله تعمیرات موتورها، ساختارهای هواپیما و داخل انها. صنایع هوافضای اسرائیل می توانست تعمیرات بازسازی حامع تری را ارائه دهد حتی نسبت بر روی هواپیمایه های ساخت خود. این واحد تا نیمه دهه ۱۹۸۰، دارای ۴۰۰۰ کارمند بود و تعمیرات گسترده ای را بر رو هواپیماهایه مختلفی از جمله آموزندهای ملخ دار، تا هواپیماهای خطوط هوایی تجارتی، انجام می داد. شامل برنامه های هوانوردی مدنی مانند تبدیل بوئینگ ۷۴۷ به هواپیماهای باربری بود.

### برنامه جنگنده پیشرفته لاوی
در سال ۱۹۸۰، دولت اسرائیل تصمیم بر ان گرفت تا از تجربه‌های به‌دست‌آمده توسط صنایع هوافضای اسرائیل برای توسعه و تولید یک هواپیمای جنگنده مدرن استفاده کند که به عنوان ستون اصلی نیروی هوایی اسرائیل خدمت کند. این هواپیما به نام IAI Lavi بود و قرار بود یک هواپیمای حمله برتر با سامانه‌های سلاح پیشرفته باشد. Lavi در ماه ژوئیه ۱۹۸۶ رول‌آوت خود را داشت و پرواز اول موفق خود را در دسامبر ۱۹۸۶ انجام داد.[۱۱]
در ماه اوت ۱۹۸۷، پس از بررسی‌های گسترده دولت، تصمیم گرفته شد (با یک رأی منفی) که برنامه Lavi را لغو کنند، به دلیل ابهاماتی درباره توان اقتصادی اسرائیل برای پشتیبانی از هزینه چنین برنامه گسترده‌ای. این موضوع منجر به بحران جدی در IAI شد که نیازمند یک بازسازی عمده از ساختار و استراتژی کسب و کار شرکت بود؛ تعداد کارکنان بیش از ۲۲,۰۰۰ نفر این شرکت در سال ۱۹۸۸ به ۵,۵۰۰ نفر کاهش یافت. با این حال، برنامه Lavi به عنوان مسئول شناخته شد که تکنولوژی‌های پیشرفته‌ای را توسعه داد که IAI توانست آنها را بازاریابی کند.

### از دهه ۱۹۹۰ تا به امروز، رشد به روی پایه صادرات
در سال ۱۹۸۹، IAI سود ۱۱۸ میلیون دلاری را درآمده و با فروش ۱.۲۸ میلیارد دلاری بود. این شرکت چهار بخش داشت: هواپیما، هوانوردی، الکترونیک و فناوری، و ۱۷ کارخانه داشت. صنایع هوافضای اسرائیل به عنوان یکی از رهبران جهانی در ارتقاء هواپیماها شناخته شده بود. هواپیماهایی مانند فانتوم McDonnell Douglas F-4 Phantom II از دوران ویتنام با الکترونیک و سلاح‌های پیشرفته به‌روزرسانی شدند.
در دهه ۱۹۹۰، IAI وارد رقابت فضایی شد با ساخت ماهواره‌های ارتباطی AMOS، ماهواره‌های مشاهده Ofeq و پرتاب‌کننده فضایی Shavit.
در دسامبر ۱۹۹۷، هواپیمای تجاری صنایع هوافضای اسرائیل  Galaxy با برد بین‌قاره‌ای که به عنوان یک تفاهم نامه با شرکت هایات (Hyatt Corporation) با نام تجاری Galaxy Aerospace توسعه یافته بود، پرواز اول خود را انجام داد و در سال ۲۰۰۰ به خدمت رسید. در مه ۲۰۰۱، شرکت Gulfstream Aerospace از General Dynamics واحد Galaxy Aerospace Co. L.P. را با مبلغ ۳۳۰ میلیون دلار خریداری کرد، با این حالصنایع هوافضای اسرائیل همچنان بیشتر مونتاژ و توسعه هواپیماها را انجام می‌دهد که توسط Gulfstream بازاریابی می‌شوند.
در سال ۲۰۰۳، شرکت صنایع هوافضای اسرائیل (IAI) سعی کرد به بازار VLJ (هواپیماهای بسیار سبک جت) وارد شود با راه‌اندازی Avocet ProJet، یک هواپیمای تاکسی هوایی با ظرفیت ۶ تا ۸ صندلی و مصرف بالا، که با قیمت فهرستی نزدیک به نصف هزینه‌ی هواپیماهای تجاری دسترسی پذیر در آن زمان عرضه شد. در اوایل سال ۲۰۰۶، توسعه ProJet به علت جدایی یکی از تولیدکنندگان اصلی آمریکایی که دلایل مشخص نشده‌ای را برای این اقدام داشته است متوقف شد.
این شرکت در حال همکاری با گروه فناوری هوانوردی (Aviation Technology Group) بر روی نسخه‌ای از هواپیمای جنگنده شخصی ATG Javelin به عنوان یک آموزشگر نظامی بود، که نسخه در حال توسعه قرار داشت که با هزینه تقنینی و نگهداری پایین‌تر، با یک فیلد بزرگ از آموزشگرهای جت رقابت می‌کرد. ATG به دلیل کمبود منابع مالی، توسعه Javelin را در سال ۲۰۰۸ متوقف کرد.
در مارس ۲۰۰۴، IAI قراردادی به ارزش ۱.۱ میلیارد دلار با هند امضا کرد تا سه سامانه AWACS EL/W-2090 را بر روی هواپیماهای ایلیوشین Il-76 که تولید شده‌اند نصب کند. این سامانه‌ها بخشی از پلتفرم EL/M-2075 Phalcon از IAI است که در دهه ۱۹۹۰ توسعه یافته بودند. در اواخر دهه ۲۰۰۰، IAI سامانه پی‌گیری EL/W-2085 را توسعه داد که بر روی هواپیماهای گالف استریم G550 با تغییرات شدید نصب می‌شود و علاوه بر خدمت در نیروی هوایی اسرائیل، به سنگاپور و ایتالیا نیز فروخته شد.
در تاریخ ۶ نوامبر ۲۰۰۶، IAI نام شرکت خود را از "Israel Aircraft Industries Ltd." به "Israel Aerospace Industries Ltd." تغییر داد، به منظور دقیق‌تر نمایش دادن دامنه فعالیت‌های فعلی شرکت، که شامل نه تنها هواپیماها، بلکه سیستم‌ها، ماهواره‌ها و پرتاب‌کننده‌ها، و همچنین سیستم‌های دریایی و زمینی نیز می‌شود.
در تاریخ ۱۳ آوریل ۲۰۰۹، روزنامه Moscow Times اعلام کرد که وزارت دفاع روسیه یک توافقنامه با شرکت Israel Aerospace برای خرید ۵۰ میلیون دلار از هواپیماهای بدون سرنشین (پهپاد) امضا کرده است. قرارداد شامل سه نوع از UAVهای تولید شده توسط این شرکت است.
در ژانویه ۲۰۱۲، IAI اعلام کرد که یک فروش به ارزش ۱.۱ میلیارد دلار از سیستم‌های دفاعی به یک کشور آسیایی انجام شده است. قرارداد امضا شده است اما شرکت خریدار را نام برده نکرده است. گزارش شده است که فروش شامل هواپیماها، موشک‌ها و فناوری‌های استخباراتی از IAI است.
در تاریخ ۴ سپتامبر ۲۰۱۲، هواپیمای تجاری دو موتوره Gulfstream G280 که توسط IAI ساخته شده بود، گواهی‌نامه کامل از اداره هوانوردی فدرال آمریکا (FAA) دریافت کرد.
شرکت صنایع هوافضای اسرائیل  عضو سازمان‌های بین‌المللی معتبری همچون Trace International و Society of Corporate Compliance and Ethics (SCCE) است و در گزارش آوریل ۲۰۱۵ از سازمان Transparency International به عنوان یکی از سومین بخش برتر شرکت‌های دفاعی جهان برای برنامه‌های اخلاق و مبارزه با فساد شناخته شده است.
در آوریل ۲۰۱۸، سیستم‌های IAI در فیلم‌های تولید شده توسط ارتش آذربایجان، به خصوص سامانه‌ی تسلیح IAI Harop که یک سامانه مهاجم محوطه‌ای است، مشاهده شد که به انتقاداتی از سوی دولت ارمنستان در مورد تامین تسلیحات اسرائیل به ارتش آذربایجان منجر شد. در سال ۲۰۱۹، IAI سیستم‌های دفاعی پهپاد را به دولت‌ها برای نصب در مناطق حساس مانند مرزها، پایگاه‌های نظامی یا نیروگاه‌های برق فروخت و تجهیزاتی برای سرنگون کردن پهپادهای نظامی را نیز فراهم می‌کند. همچنین به مشتریانی همچون فرودگاه‌ها که به دنبال محافظت در برابر پهپادهای مصرفی هستند نیز فروش می‌کند.در سال ۲۰۱۹، IAI بزرگترین تولیدکننده هوافضای اسرائیل است و در سپتامبر ۲۰۱۹ سامانه Popstar خود را منتشر کرد که قادر است پهپادها را تا فاصله ۴ کیلومتر در شب و روز شناسایی و پیگیری کند.در دسامبر ۲۰۱۹، IAI به مشتریان خود پیشنهاد داد که هواپیماهای بوئینگ ۷۳۷ که تبدیل شده‌اند وارد خدمات نشوند، پس از آنکه IAI گفت که یک "نامنظمی ظاهری" در فرآیند تولید کشف کرده است. هواپیماهای ۷۳۷ که توسط IAI تبدیل شده بودند، از سال ۲۰۰۳ در خدمت قرار گرفته بودند.
در ژوئیه ۲۰۲۱، گروه هوانوردی IAI به توافق رسیده است که یک مرکز تبدیل مسافر به بار برای تبدیل هواپیمای B737-700/800 با شرکت Atitech ایتالیا در شهر ناپل ایجاد کند.